# Bridget Powers
Bridget Powers (Boise, 11 ottobre 1980) è un'ex attrice pornografica statunitense.

## Biografia
I suoi genitori divorziarono quando aveva un anno di età e fra i tredici e i quattordici anni fece diversi interventi per correggere le gambe inarcate; il risultato fu che si ritrovò con una gamba dritta ed una inarcata a sinistra. È stata conduttrice della trasmissione radiofonica di Ed Powers Bedtime Stories. 
In aggiunta ai ruoli erotici è apparsa in molti film come 8 mm-Delitto a luci rosse, S.W.A.T. - Squadra speciale anticrimine, Confessioni di una mente pericolosa, e film indipendenti come Almost Amateur, Tiptoes e Lynsey does Jody 2 - Extreme Edition.

## Vita privata
Apertamente bisessuale, ha avuto un bambino.